# Agence du Patrimoine immatériel de l'État
Pour les articles homonymes, voir APIE (homonymie).
L’agence du Patrimoine immatériel de l’État (APIE) était un service à compétence nationale français, chargé de concevoir et de diffuser la culture de l’immatériel, de diffuser les bonnes pratiques et d’accompagner les administrations dans la valorisation de leur patrimoine immatériel. Depuis le 1er janvier 2020, la mission Appui au patrimoine immatériel de l'État (anciennement Agence du patrimoine immatériel de l'État) est rattachée à la Direction des affaires juridiques des ministères économiques et financiers (DAJ).
Le patrimoine immatériel, dont il n’existe pas de définition juridique, recouvre différents actifs : données, images, marques, savoir-faire, logiciels et brevets, lieux prestigieux...
Prioritairement centrée sur la sphère de l’État, l’APIE assiste les administrations pour l’élaboration de leur stratégie de gestion et la mise en place de projets.
Grâce à la mise en place d’un dispositif réglementaire, la valorisation peut dans certains cas donner lieu à des prestations de service rémunérées. Les redevances ainsi perçues par l’État sont réaffectées aux services qui ont valorisé leur patrimoine.
L'APIE est intégrée au sein de la direction des affaires juridiques des ministères économiques et financiers sous la forme d’une « mission d’appui au patrimoine immatériel de l’État » au 1er janvier 2020. La responsable de la mission est Estelle AIRAULT.

## Historique
L’APIE a été créée en 2007 (arrêté du 23 avril 2007) à la suite de l’une des préconisations du rapport sur « L’économie de l’immatériel, la croissance de demain » de Maurice Lévy et Jean-Pierre Jouyet. Initialement, c’était une structure légère, rattachée à la Direction générale des finances publiques et à la Direction générale du Trésor.

## Missions
Valoriser les actifs immatériels, c’est reconnaître et exploiter leur potentiel de valeur pour les administrations elles-mêmes, pour leurs personnels et pour la société dans son ensemble. L’APIE accompagne les administrations  dans l’identification et l’optimisation de la gestion de leurs actifs immatériels, ainsi que la mise en œuvre des mesures de protection nécessaires pour garantir l’intégrité de ces actifs, et éviter les détournements éventuels.
La valorisation du patrimoine immatériel public est à la fois un levier de modernisation du secteur public et un vecteur de création de valeur socio-économique pour la collectivité. En outre, la mise en valeur de l’image, de l’expertise et plus généralement des atouts des institutions publiques contribue à l’attractivité des territoires.
La mutualisation des bonnes pratiques au sein de la sphère publique et la mise à disposition des ressources immatérielles publiques au profit d’acteurs privés constituent ainsi des axes importants de valorisation.

### Le droit de la propriété intellectuelle
La gestion raisonnée de la propriété intellectuelle revêt un intérêt particulier dans l’amélioration des achats publics.
Les droits de propriété intellectuelle sont également en question chaque fois que des documents sont publiés ou lorsqu’il est fait usage de fonds d’images.
L’APIE diffuse des modèles de contrats et des guides opérationnels pour la bonne gestion des droits de propriété intellectuelle dans les marchés publics.

### La gestion des marques et signes identifiants des personnes publiques et des politiques publiques
L’APIE est responsable de la gestion des marques de l’État : c’est la seule administration dotée d’une compétence dans ces domaines. La gestion mutualisée des marques permet la sécurisation des portefeuilles, la défense effective des marques grâce à une surveillance systématisée des dépôts de marque concurrents, la rationalisation des portefeuilles et des dépenses à engager pour une protection et une défense optimale des droits, la professionnalisation et l’harmonisation des pratiques au niveau interministériel.
L’APIE accompagne les administrations pour définir leur stratégie de protection et de valorisation de leurs marques, afin de développer leur notoriété, d’améliorer la lisibilité de leur action, de fédérer les agents publics autour de valeurs communes, de développer de nouveaux services.
Parallèlement, sur les noms de domaines, l’APIE fournit conseil et expertise aux administrations qui la saisissent.

### La valorisation des savoir-faire et des innovations métier
Les personnes publiques sont riches d’une grande variété de savoir-faire développés dans le cadre de leurs missions. La valorisation des savoir-faire publics s’inscrit dans le prolongement des missions de service public, notamment en répondant à des besoins non satisfaits par la sphère privée et en contribuant à créer de la valeur dans l’économie.
L'APIE aide les administrations à identifier les savoir-faire ayant un potentiel de valorisation, à définir leur stratégie de valorisation, et à construire une offre capable de répondre aux besoins.
En particulier, l’APIE travaille à la diffusion des innovations métier développées par des entités publiques, notamment à travers l’animation d’une Communauté des innovateurs métier de l’État. Cette communauté vise à faciliter la mutualisation des innovations entre administrations, mais aussi à renforcer les collaborations publiques/privées pour concrétiser de nouvelles idées dans un esprit d’innovation ouverte. Par ailleurs, l’Agence cherche également à favoriser une plus grande appropriation par des tiers de certaines innovations métier développées par des agents publics et qui ont un potentiel socio-économique dans la société civile. Pour ce faire, elle expérimente de nouvelles formes de valorisation et de collaboration comme par exemple via la diffusion sous licence libre de certaines innovations. 

### Les données publiques
Créer les conditions favorables à leur réutilisation par des tiers permet la création de produits et services innovants pour les citoyens et sert le développement économique, tout en contribuant à la transparence de l’action des administrations et à leur modernisation.
L’APIE accompagne les administrations pour définir des stratégies de diffusion et de mise à disposition de contenus particuliers, hors champ de l’open data (mission Etalab). C’est le cas notamment des ressources éditoriales ou des fonds iconographiques, qui peuvent être soumis à des droits de propriété intellectuelle de tiers. Elle peut également contribuer à concevoir des services à valeur ajoutée autour des données et images.

### L'ouverture des lieux publics
Pour répondre à un besoin des sociétés de production audiovisuelles et des organisateurs d’événements privés, à la recherche de décors prestigieux ou spécifiques, l’APIE a développé une méthodologie structurée : mise en place d’un réseau de bureaux d’accueil des tournages dans chaque ministère ; mise en ligne d’un catalogue présentant les lieux publics ouverts aux événements privés, modèles de conventions, grilles de tarifications.
Les objectifs de cette ouverture des lieux publics sont multiples : ressources complémentaires, utiles à l’entretien du patrimoine immobilier ; amélioration de l’image de l’administration, dividendes en termes d’attractivité géographique ; nouvelles opportunités pour les professionnels ; implication des agents autour de ces événements particuliers.

### Le mécénat
Le recours au mécénat n’est pas une pratique nouvelle dans la sphère publique, notamment dans le secteur culturel, mais tend aujourd’hui à se développer dans d’autres domaines : l’environnement, l’enseignement supérieur et la recherche, la santé, l’éducation, le secteur social… La participation d’entreprises privées à des actions d’intérêt général se conjugue à une association à l’image, à la renommée, au patrimoine historique ou culturel, au savoir-faire, aux valeurs des entités publiques.
L’APIE aide les administrations à définir leur démarche de mécénat, sur un plan tant méthodologique que stratégique.

### La mesure et le pilotage des actifs immatériels
L’absence de réalité physique complexifie la gestion du patrimoine immatériel et requiert des outils adaptés pour en retirer tout le potentiel. Pour aider les administrations à mieux valoriser ces actifs, et intégrer cette dimension immatérielle dans leur stratégie, l’APIE développe des outils de pilotage adaptés au contexte public. 
Par ailleurs, l’APIE, en collaboration avec la Direction générale des Finances publiques (DGFiP), aide les entités publiques à mieux refléter la valeur de leur patrimoine immatériel dans les états financiers.

## La diffusion de la culture de l’immatériel
L’APIE mène des actions en direction des ministères, de leurs établissements publics et des collectivités territoriales afin de diffuser les bonnes pratiques, de sensibiliser les gestionnaires publics aux enjeux d’une gestion optimisée de leurs actifs immatériels, de mutualiser des connaissances, chacun conservant son autonomie de gestion dans le contexte qui lui est propre. 
À ce titre, elle organise des ateliers et rencontres thématiques, publie des guides et outils, anime des formations.

### Les partenariats avec les universités et les manifestations publiques
L’APIE a notamment conclu un partenariat avec la Chaire européenne de management de l’immatériel (Université Paris-Sud), visant notamment à étudier conjointement l'impact des actifs immatériels publics sur l'attractivité d'un territoire et la création de valeur induite par leur interaction avec les actifs immatériels privés.

## Identité visuelle

Évolution du logotype
Logotype de 2007 à 2011.
Logotype de 2011 à 2015.
Logotype à partir de 2015.